# Marek Obertyn

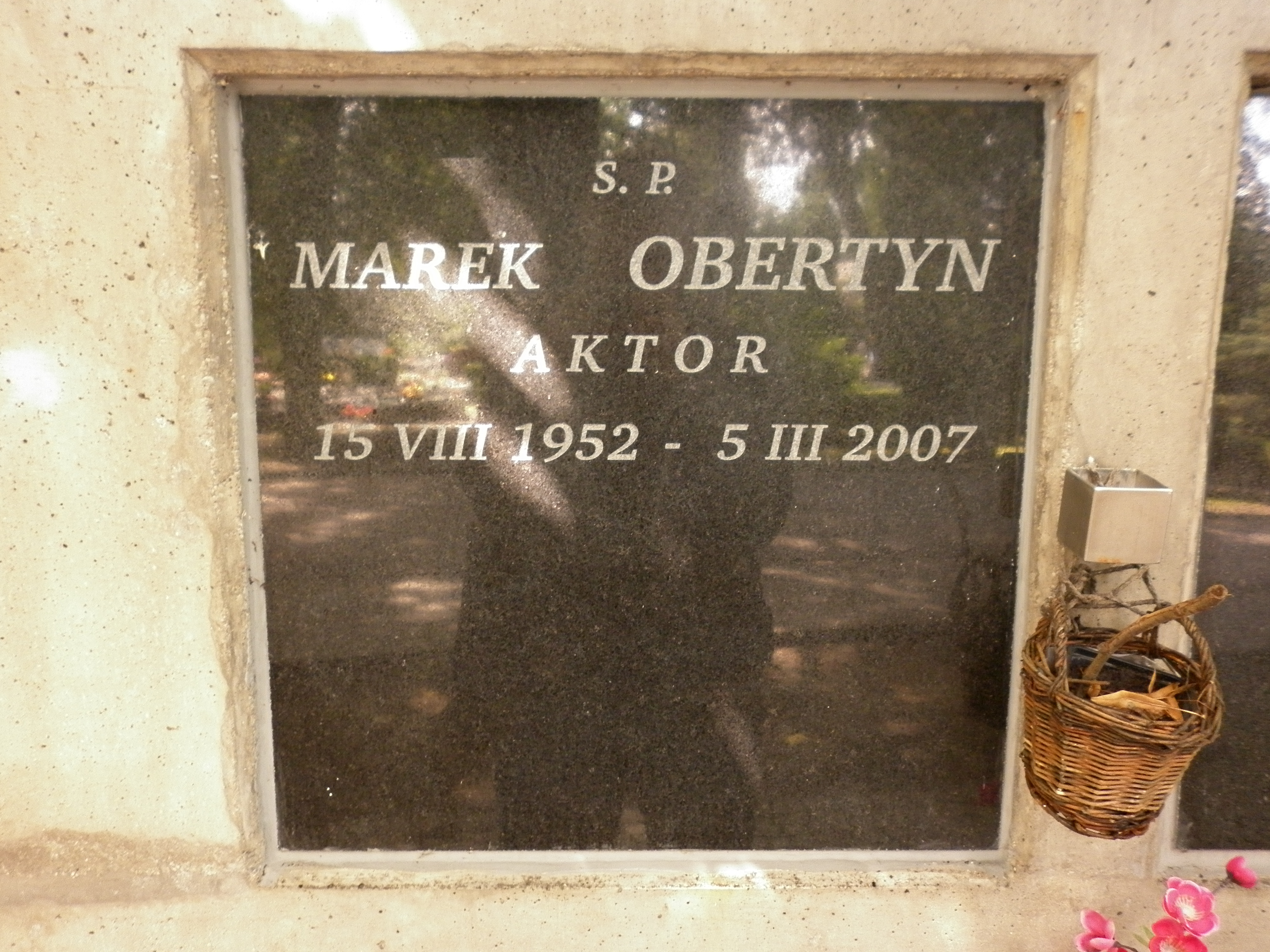
Nisza cmentarna Marka Obertyna na Powązkach

Marek Obertyn (ur. 15 sierpnia 1952 we Wrocławiu, zm. 5 marca 2007 w Warszawie) – polski aktor teatralny, filmowy i dubbingowy.

## Życiorys
Absolwent SP nr 16 w Częstochowie na Stradomiu i LO im. M. Kopernika (przemawiał w imieniu uczniów podczas ceremonii wręczania szkole sztandaru). W 1976 ukończył studia na PWST w Warszawie, a 5 maja tegoż samego roku zadebiutował na deskach Teatru Dramatycznego w Warszawie, w sztuce Karykatury (autorstwa Jana Augusta Kisielewskiego) w reżyserii Gustawa Holoubka, wcielając się w postać Antoniego Relskiego.
W latach 1979–2003 zagrał w 27 spektaklach Teatru Telewizji.
W 1980, na XXI Festiwalu Polskich Sztuk Współczesnych we Wrocławiu wyróżniony za grę w Operetce Gombrowicza, wcielając się w postać Hufnagla. Zmarł na zawał serca. Pochowany na cmentarzu Powązki Wojskowe w Warszawie (kwatera AIII kolumb.-6-18).

## Teatr
- Teatr Dramatyczny w Warszawie: 1976–1984, 1987–1990 i 1994–1996
- Teatr Sceny Prezentacje w Warszawie: 1981, 1982, 1985
- Teatr Nowy w Warszawie: 1984–1987
- Teatr na Targówku w Warszawie: 1986
- Teatr im. Wojciecha Bogusławskiego w Kaliszu: 1990
- Teatr Nowy w Poznaniu: 1990–1994
- Teatr na Woli w Warszawie: 1993, 1995
- Teatr Staromiejski w Warszawie: 2000
- Teatr im. Wandy Siemaszkowej w Rzeszowie: 2001

## Filmografia
- 2003: Na Wspólnej – profesor Ruthart
- 2002: Chopin. Pragnienie miłości – baron Dudevant
- 1999: Prawo ojca – oficer policji
- 1998: Ekstradycja 3 – przywódca neonazistów
- 1993: Balanga – dyrektor szkoły
- 1988–1990: Mistrz i Małgorzata – Afraniusz (odc. 2, 4)
- 1988: Alchemik Sendivius – von Rumpf
- 1988: Królewskie sny – Jan Głowacz, brat Oleśnickiego
- 1988: Akwen Eldorado – „Misio” członek gangu kłusowników
- 1987: Wielki Wóz – gestapowiec
- 1987: Ja, który mam podwójne życie czyli dylemat Josepha Conrada
- 1986: Dwie wigilie – Jacek
- 1985: Ognisty anioł – dominikanin
- 1984: 111 dni letargu – „Rewident” przesłuchujący Siedleckiego
- 1984: Michał
- 1984: 1944

### Gościnnie
- 2004–2006: Pensjonat pod Różą – Waldemar, ojciec Michała
- 1999–2006: Na dobre i na złe – doktor Rudzik
- 1986: Na kłopoty… Bednarski – gestapowiec Helmut Gonschorek
- 1976: Polskie drogi – Rafał, żołnierz AK, uczestnik planowanej akcji na krakowskim dworcu, szkolny kolega Władka
- 1976: 07 zgłoś się – chłopak Miki (odc. 4)

## Polski dubbing
- 2007: Infernal (gra)
- 2006: Gothic 3 (gra) – różne odgłosy
- 2006: Neverwinter Nights 2 (gra) – Lorne Starling
- 2006: Galactik Football
- 2006: Alex Rider: Misja Stormbreaker – premier
- 2006: Po rozum do mrówek – przewodniczący rady
- 2006: Skok przez płot – Ozzie
- 2006: Prince of Persia: Dwa trony – Wezyr
- 2006: Artur i Minimki – Król
- 2005: Tom i Jerry: Szybcy i kudłaci
- 2005: Transformerzy: Cybertron –
  - Landmine,
  - Crumplezone
- 2005: Tarzan 2: Początek legendy – Kerchak
- 2005: Harry Potter i Czara Ognia – Rubeus Hagrid
- 2004–2006: Liga Sprawiedliwych bez granic
- 2004: Yu-Gi-Oh! Ostateczne starcie – narrator
- 2004: Garfield – Luca
- 2004: Pupilek – dyrektor Strickler
- 2004: W 80 dni dookoła świata – kapitan
- 2004: Harry Potter i więzień Azkabanu – Rubeus Hagrid
- 2004: Transformerzy: Wojna o Energon –
  - Landmine,
  - Falomiot / Mirage
- 2003: 101 dalmatyńczyków II. Londyńska przygoda – producent
- 2003: Atlantyda. Powrót Milo – Volgud
- 2003: Baśniowy świat 3 – Robot
- 2003: Robin Hood: Legenda Sherwood
- 2003: Warcraft III: The Frozen Throne (dodatek do gry) – Malfurion Stormrage
- 2002: Warcraft III: Reign of Chaos (gra) – Furion Stormrage, Thrall
- 2002–2005: Co nowego u Scooby’ego?
- 2002–2003: He-Man i władcy wszechświata
- 2002–2003: Ozzy i Drix – Wielki i wszechmocny szef Niezależnego Działu Podświadomości
- 2002: Gothic II –
  - Bulko,
  - Bennet,
  - Thorben,
  - Randolph
- 2002: Planeta skarbów – Arrow
- 2002: Pokémon Powrót Mewtwo – Mewtwo
- 2002: Harry Potter i Komnata Tajemnic –
  - Rubeus Hagrid,
  - Aragog
- 2002: Barbie jako Roszpunka –
  - Król Wilhelm,
  - Piekarz
- 2001: Gothic
- 2000−2003: X-Men: Ewolucja –
  - Kongresmen,
  - Colossus,
  - Caliban
- 2000: Babcię przejechały renifery
- 2000: The Longest Journey: Najdłuższa podróż
- 1999–2004: Zło w potrawce – Hektor Potrawka (vel. Con Carne)
- 1999–2001: Batman przyszłości
- 1999: O świcie i przed zmierzchem – lektor
- 1999: Pokémon: Film pierwszy – Zemsta Mewtwo – Mewtwo
- 1998: Mistrzowie golfa – Tyci
- 1997: Pożyczalscy – Potter
- 1994–1998: Spider-Man – Kingpin
- 1994–1996: Fantastyczna Czwórka –
  - Oficer Skroli z gry video (odc. 4),
  - Strażnik#2 (odc. 4),
  - Przywódca Persów (odc. 10),
  - Trapster (odc. 15)
- 1992–1997: X-Men –
  - Apokalips,
  - Korsarz, ojciec Cyklopa,
  - Blob
- 1992–1995: Batman: The Animated Series – „Zabójczy Kroko” Morgan (sezon I), Arnold Stromwell (odc. 12, 32)
- 1988: Złych czterech i pies Huckleberry – Stinky
- 1987–1990: Kacze opowieści (nowa wersja dubbingu) – Niebezpieczny Dan
- 1977: Kapitan Grotman i Aniołkolatki
- 1974: Hong Kong Phooey – Sierżant
- 1972–1973: Nowy Scooby Doo
- 1960-1996: Flintstonowie

## Nagrody
- Wrocław – XXI FPSW – wyróżnienie za rolę Hufnagla w Operetce Witolda Gombrowicza w Teatrze Dramatycznym w Warszawie, 1980
- Sopot – VI Festiwal Teatru PR i Teatru TVP „Dwa teatry” – nagroda za role w słuchowiskach Pomost i Gdzie jest ten tani kupiec, 2006